# Aston Eyre
Aston Eyre är en by och civil parish i Shropshire i England. Byn ligger ca 6,5 km väster om Bridgnorth.